# Huệ Đông
Huệ Đông (chữ Hán giản thể: 惠东县, âm Hán Việt: Huệ Đông huyện) là một huyện thuộc địa cấp thị Huệ Châu, là một huyện thuộc địa cấp thị Huệ Châu, tỉnh Quảng Đông, Cộng hòa Nhân dân Trung Hoa. Huệ Đông có diện tích 3398 km², dân số năm 2003 là 713.000 người. Huyện lỵ đóng ở trấn Bình Sơn. Đến thời điểm tháng 5/2005, huyện Huệ Đông được chia thành các đơn vị hành chính gồm 1 nhai đạo, 12 trấn.
- Nhai đạo biện sự xứ: Bình Sơn.
- Trấn: Đại Lĩnh, An Đôn, Bảo Khẩu, Cao Đàm, Đa Chúc, Cát Long, Nẫm Sơn, Thiết Dũng, Bình Hải, Bạch Hoa, Lương Hoa, Bách Bồn Châu.